# 東方海蝦蛄
東方海蝦蛄（学名：Alima orientalis）为蝦蛄科海蝦蛄屬下的一个种。其种加词“orientalis”意为“东方的”。